# Креніцин Петро Кузьмич
Петро Кузьмич Креніцин (рос. Пётр Кузьмич Креницын; 1728 — 4 липня 1770) — російський мандрівник, морський офіцер, капітан 1-го рангу, дослідник Камчатки та Алеутських островів .

## Біографія
Петро Креніцин народився 1728 року. У 1742 році вступив до Морського кадетського корпусу, наступного року зведений до гардемарин, у 1748 році у мічмани .
У 1760 році, командуючи бомбардирським кораблем «Юпітер», брав участь в осаді Кольберга і заслужив похвальну атестацію контр-адмірала С. І. Мордвінова.
У 1764 році капітан-лейтенант Креніцин отримав від імператриці Катерини II чин капітана 2-го рангу та золотий годинник; він був призначений начальником «секретної» експедиції, спорядженої для дослідження нововідкритих островів у Беринговому морі.
Сухим шляхом він вирушив до Охотська, куди прибув наприкінці 1765 року, а 10 жовтня 1766 року, командуючи бригантиною «Св. Катерина» з загоном із чотирьох дрібних суден, вирушив із Охотська; але судна його були розлучені сильним штормом і зазнали аварії 25 жовтня біля берегів Камчатки.
У 1767 році на побудованому ним самим боті «Святий Гавриїл» Креніцин, обійшовши мис Лопатка, перейшов з Большєрєцка до Нижньокамчатська; 1768 року, командуючи галіотом «Свята Катерина», вийшов з річки Камчатки в Берингове море і дійшов до острова Уналашка. Дочекавшись там М. Д. Левашова, який займався описом Командорських островів, Креніцин рушив до острова Унімак, на якому облаштував свою проміжну базу. Потім Креніцин з помічником Льовашовим обстежили північний берег півострова Аляска, який прийняли за острів.
Наприкінці 1768 року Креніцин повернувся на острів Унімак і зазимував на ньому; під час зимівлі від цинги там загинула більша частина загону. Влітку 1769 року Креніцин оглянув групу невеликих островів між Унімаком і Уналашкою, згодом названих островами Креніцина (Krenitzin Islands).
У 1769 році Петро Креніцин став капітанами 1-го рангу і, командуючи тим же галіотом і керуючи експедицією, перейшов до Камчатки. Внаслідок поганої та поспішної споруди судів, нестачі провіанту та ворожого відношення тубільців експедиція закінчилася через чотири роки без видимого результату; під час цієї експедиції Креніцин потонув 4 липня 1770 року в річці Камчатці, після чого судна експедиції повернулися до Охотська під начальством капітан-лейтенанта М. Д. Левашова, який, забравши людей, вирушив до Санкт-Петербурга. На основі зібраних Креніциним і Льовашовим матеріалів була складена перша карта Алеутських островів .
З відкриттів Креніцина відома дуже зручна гавань на острові Уналашка, названа гаванню св. Павла (суч. Датч-Харбор). Окрім групи островів в Алеутському архіпелазі ім'я Креніцина носять: протока між островами Онекотан і Харімкотан, вулкан на острові Онекотан, мис на острові Харімкотан і мис у Бристольській затоці Берингового моря.